# Dayi (köping i Kina, Guizhou, lat 25,36, long 106,10)
Dayi (kinesiska: 打易, 打易镇) är en köping i Kina. Den ligger i provinsen Guizhou, i den sydvästra delen av landet, omkring 150 kilometer söder om provinshuvudstaden Guiyang. Antalet invånare är 20018. Befolkningen består av 10 098 kvinnor och 9 920 män. Barn under 15 år utgör 34 %, vuxna 15-64 år 55 %, och äldre över 65 år 9,0 %.